# In der Mordach
In der Mordach ist ein Ortsteil der Gemeinde Mühltal im Landkreis Darmstadt-Dieburg in Hessen. 

## Geographische Lage
Der Weiler „In der Mordach“ liegt im nördlichen Odenwald im Granitgebiet des Geo-Naturpark Bergstraße-Odenwald. Die Landschaft entspricht der typischen Hügellandschaft des Vorderen Odenwalds.

## Geschichte und Etymologie
Die Siedlung  hieß ursprünglich „Mordthart“.
Der heutige Name „Mordach“ ist seit dem Jahre 1560 belegt.
Der Name „In der Mordach“ ist eine lokale Dialektform, die einer schriftsprachlichen „In der Moorache“ entspricht.
Der Name des Weilers in historischen Dokumenten:
- 1445  Mortart
- 1475  Mordthardt
- 1513  Mortart
- 1560  Mordach
- 1746  Morthart
- 1927  Mordach

## Gewässer
- Beerbach
- Mordach
- Mühlgraben

## Historische Bauwerke
- Frankenberger Mühle
- Zehenmühle

## Verkehrsanbindung
Der Weiler befindet sich an der Landstraße 3098 zwischen Darmstadt und dem Mühltaler Ortsteil Nieder-Beerbach. In dem Weiler gibt es nur eine Straße (In der Mordach). Die Siedlung ist durch eine Buslinie an den Darmstädter Nahverkehr angebunden.

## Varia
In dem Weiler befindet sich die Heilstätte Haus Burgwald der Stiftung Waldmühle.

## Persönlichkeiten
- Klaus-Jürgen Hoffie (* 1936), deutscher Unternehmer und Politiker, wohnt in dem Weiler